# Thaumasia
Genre
Thaumasia est un genre d'araignées aranéomorphes de la famille des Pisauridae.

## Distribution
Les espèces de ce genre se rencontrent en Amérique du Sud et en Amérique centrale.

## Liste des espèces
Selon World Spider Catalog (version 17.0, 07/05/2016) :
- Thaumasia abrahami Mello-Leitão, 1948
- Thaumasia acreana Silva & Carico, 2012
- Thaumasia annulipes F. O. Pickard-Cambridge, 1903
- Thaumasia argenteonotata (Simon, 1898)
- Thaumasia caracarai Silva & Carico, 2012
- Thaumasia caxiuana Silva & Carico, 2012
- Thaumasia diasi Silva & Carico, 2012
- Thaumasia heterogyna Chamberlin & Ivie, 1936
- Thaumasia hirsutochela Silva & Carico, 2012
- Thaumasia lisei Silva & Carico, 2012
- Thaumasia onca Silva & Carico, 2012
- Thaumasia oriximina Silva & Carico, 2012
- Thaumasia peruana Silva & Carico, 2012
- Thaumasia scoparia (Simon, 1888)
- Thaumasia senilis Perty, 1833
- Thaumasia velox Simon, 1898
- Thaumasia xingu Silva & Carico, 2012

## Publication originale
- (la) Perty, 1833 : Arachnides Brasilienses. Delectus animalium articulatorum quae in itinere per Braziliam ann. 1817 et 1820 colligerunt. Monachii, p. 191-209.